# OpenTravel Alliance
Die 1999 gegründete OpenTravel Alliance ist eine Non-Profit-Organisation, die Spezifikationen für den systemübergreifenden elektronischen Austausch von Informationen für die Reiseindustrie entwickelt. 
Die Mitglieder des OpenTravel Alliance gehören unter anderem Fluggesellschaften, Hotelunternehmen, Autovermieter, Kreuzfahrtgesellschaften, Eisenbahngesellschaften, CRS und Anbieter von touristischen Softwarelösungen. 